# LLTD
LLTD (англ. Link Layer Topology Discovery Protocol) — проприетарный сетевой протокол канального уровня для обнаружения топологии сети и диагностики качества обслуживания, разработанный Microsoft; является частью технологии Windows Rally. Поддерживается в Windows 7, Vista, 10, а также Windows XP с установленным Service Pack 3. Протокол помогает легче определять оборудование, а также быстро выводить его из сетевого пользования.
Будучи реализацией канального уровня (уровня 2 OSI), LLTD работает строго в заданном сегменте локальной сети, в частности, он не может обнаруживать устройства между маршрутизаторами, что требует маршрутизации на уровне интернет-протокола.
Аналоги — LLDP (патентно-свободный протокол, утверждённый в 2009 году стандартом IEEE), CDP (проприетарный протокол от Cisco для обнаружения сетевых устройств Cisco).